# Nina Agdal
Nina Brohus Agdal, född 26 mars 1992 i Danmark, är en dansk fotomodell. Hon växte upp i Hillerød. Hon har jobbat för bland andra Victoria's Secret och Billabong, och 2012 poserade hon i Sports Illustrated Swimsuit Issue, där hon sedermera blev utnämnd till "Rookie of the Year."